# Contea di Pingnan (Guangxi)
La contea di Pingnan (平南县S, Píngnán XiànP) è una contea della Cina, situata nella regione autonoma di Guangxi e amministrata dalla prefettura di Guigang.